# Puertosol
Puertosol è un singolo del rapper italiano Vegas Jones, pubblicato il 28 giugno 2019.

## Descrizione
Il brano ha sancito la prima uscita dell'artista sotto la Sony Music ed è stato interamente prodotto da Boston George. Il testo ha come messaggio il migliorarsi costantemente e non arrendersi mai, come spiegato dal rapper in occasione della presentazione del singolo:

## Tracce
1. Puertosol – 3:10

## Classifiche
| Classifica (2019) | Posizione massima |
| ----------------- | ----------------- |
| Italia            | 61                |

## Puertosol Golden Coast
Il 6 agosto 2019 il rapper ha reso disponibile una nuova versione del singolo denominata Puertosol Golden Coast e che ha visto la partecipazione vocale di Dani Faiv. Il titolo è stato appositamente modificato per volontà dei due artisti per non farlo sembrare all'apparenza un semplice remix, pur presentando molte analogie con la versione originale.

### Tracce
1. Puertosol Golden Coast – 3:22

### Classifiche
| Classifica (2019) | Posizione massima |
| ----------------- | ----------------- |
| Italia            | 70                |